# Husby (Alemanha)
Husby é um município da Alemanha, localizado no distrito de Schleswig-Flensburg, estado de Schleswig-Holstein.

Fica junto à fronteira com a Dinamarca.

Tem uma população de 2 271 habitantes.